# 弦楽四重奏曲第3番 (チャイコフスキー)
弦楽四重奏曲第3番 変ホ短調 作品30は、ピョートル・チャイコフスキーが作曲した3番目の弦楽四重奏曲。

## 概要
1875年3月、チャイコフスキーの2曲の弦楽四重奏曲の初演を担当したヴァイオリニストのフェルディナント・ラウプが死去した。訃報を聞いたチャイコフスキーは深い哀悼の思いを込めてこの弦楽四重奏曲を作曲し、ラウプの霊に捧げた。1876年1月に作曲を開始し、2月末には完成した。初演は同年3月30日、モスクワのニコライ・ルビンシテインの私邸でヤン・フジマリー、アドルフ・ブロツキー、ユーリ・ゲルバー、ヴィルヘルム・フィッツェンハーゲンによって行なわれた。同年には第3楽章のピアノとヴァイオリン用の編曲も書き上げられている。
心からラウプを悼むチャイコフスキーの内に秘めた悲痛な思いの深さと大きさを表現したためか、ときに室内楽的な範囲をこえた管弦楽風の効果を生み出していることがあり、作品を嫌う人もいることは否定できない。第1番、第2番、第3番までの数年の間に一気に3曲の弦楽四重奏曲を作曲したチャイコフスキーが、その後この分野に足を踏み入れようとしなかったのは、弦楽四重奏というジャンルでの表現に満足できなかったといわれているが、定かではないもののラウプへの限りない哀惜が強く働いたともいわれている。

## 構成
全4楽章構成で、演奏時間は約38分。
第1楽章 アンダンテ・ソステヌート
変ホ短調。長大で交響曲風な気宇の大きさを持つ。アンダンテ・ソステヌートの長い序奏と長いコーダにはさまれて、アレグロ・モデラートの部分（主部または中間部）はソナタ形式風な形をとっている。再現部は第1主題の後に新主題が出現、楽章全体は悲しみにみちている。約17分。
第2楽章 アレグレット・ヴィーヴォ・エ・スケルツァンド
変ロ長調のスケルツォであるが、全体がエピソード風の軽さでどこか沈んだ表情を持つ。約4分。
第3楽章 アンダンテ・フネーブレ・エ・ドロローソ、マ・コン・モルト
変ホ短調。第1楽章と同じく長大で、全曲の核ともなる葬送行進曲風の趣を持つ悲傷の色濃い楽章である。A-B-A-B-Aのロンド形式。約11分。
第4楽章 フィナーレ（アレグロ・ノン・トロッポ・エ・リゾルート）
変ホ長調で、全3楽章の悲嘆を吹き払うかのような、活気にみちたフィナーレである。A-B-A-C-A-B-コーダ(C)の自由なロンド形式。約6分。